# Václav Fröhlich
Václav Fröhlich (* 22. února 1930 Pecinov) je bývalý československý hokejový útočník.

## Hráčská kariéra
Největšího hokejového úspěchu dosáhl v sezoně 1958/1959, kdy s týmem TJ SONP Kladno vybojoval pro Kladno první historický titul.
Jako reprezentant se zúčastnil jednoho šampionátu, a to mistrovství světa v roce 1958 v norském Oslu. Tým skončil na nepopulárním čtvrtém místě.
V reprezentaci odehrál 8 zápasů a vstřelil 1 gól.